# Рібадді I
Рібадді I (Ріб-Хадад, Рібадду, Рібадда) — цар міста-держави Бібл бл. 1780—1770 роках до н. е. В аккадському написі йменується Каїном (Каіном). Можливо, його діяльність віддзеркалена в біблейському міфі про Каїна. Можливо Рібадді I загинув від кочівників або власного брата.

## Життєпис
Походив з династії Абішему. Припускають, що був сином Іпшемуабі I. Проте доказів цьому немає, лише порядок отримання трону. Втім він міг бути братом попереднику. Відомий лише за циліндричною печаткою, де вибито його ім'я. Також є згадка в одному записі з царства Марі.
Припускають, що продовжив політику попередників щодо торгівельних та культурних контактів з Єгиптом, владу фараонів якого визнавав над собою. Йому спадкував брат або небіж Якінель.